# Грио
Грио (фр. griot, гаит. креол. griyo, также grillots) — блюдо гаитянской кухни, состоит из свиной лопатки, маринованной в цитрусовых, которую тушат, а затем обжаривают. Его обычно подают на вечеринках. Грио вместе с дири ак пва вудж (diri ak pwa wouj, красная фасоль и рис) некоторыми считается национальным блюдом Гаити.

## Приготовление
Грио обычно готовят из свиной лопатки. Мясо сначала промывают, а затем кладут в смесь цитрусовых соков (апельсин, лимон, лайм) для придания аромата. После замачивания в цитрусовых соках мясо маринуют в приправе эпис, которая представляет собой смесь гаитянских трав, овощей и специй. Далее мясо либо тушат, либо запекают до мягкости. Полученная кулинарная жидкость используется для приготовления сопровождающего соуса, известного как сос ти-малис (sòs ti-malis). Наконец, мясо обжаривается во фритюре до золотисто-коричневого цвета и хрустящей корочки. Грио почти всегда подают с салатом-закуской пиклиз из маринованной капусты, моркови, болгарского перца и перца чили), а также с рисом или тостонес.